# Église Saint-Martin de Poullignac
Pour les articles homonymes, voir Église Saint-Martin.
L'église Saint-Martin est une église catholique située à Poullignac, en France.

## Localisation
L'église est située dans le département français de la Charente, sur la commune de Poullignac.

## Historique
L'édifice est classé au titre des monuments historiques en 1987.

## Galerie

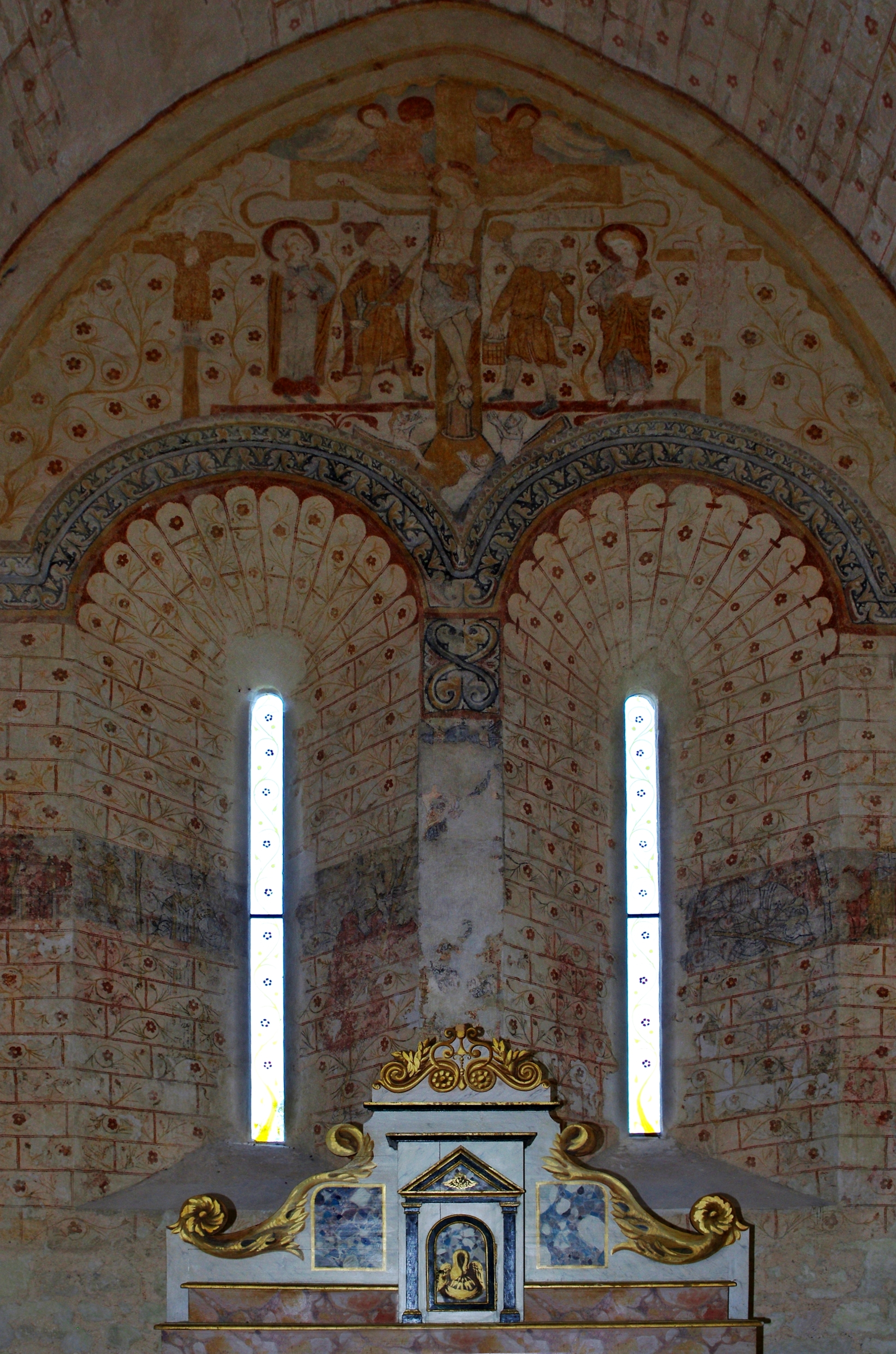
Les fresques du chœur
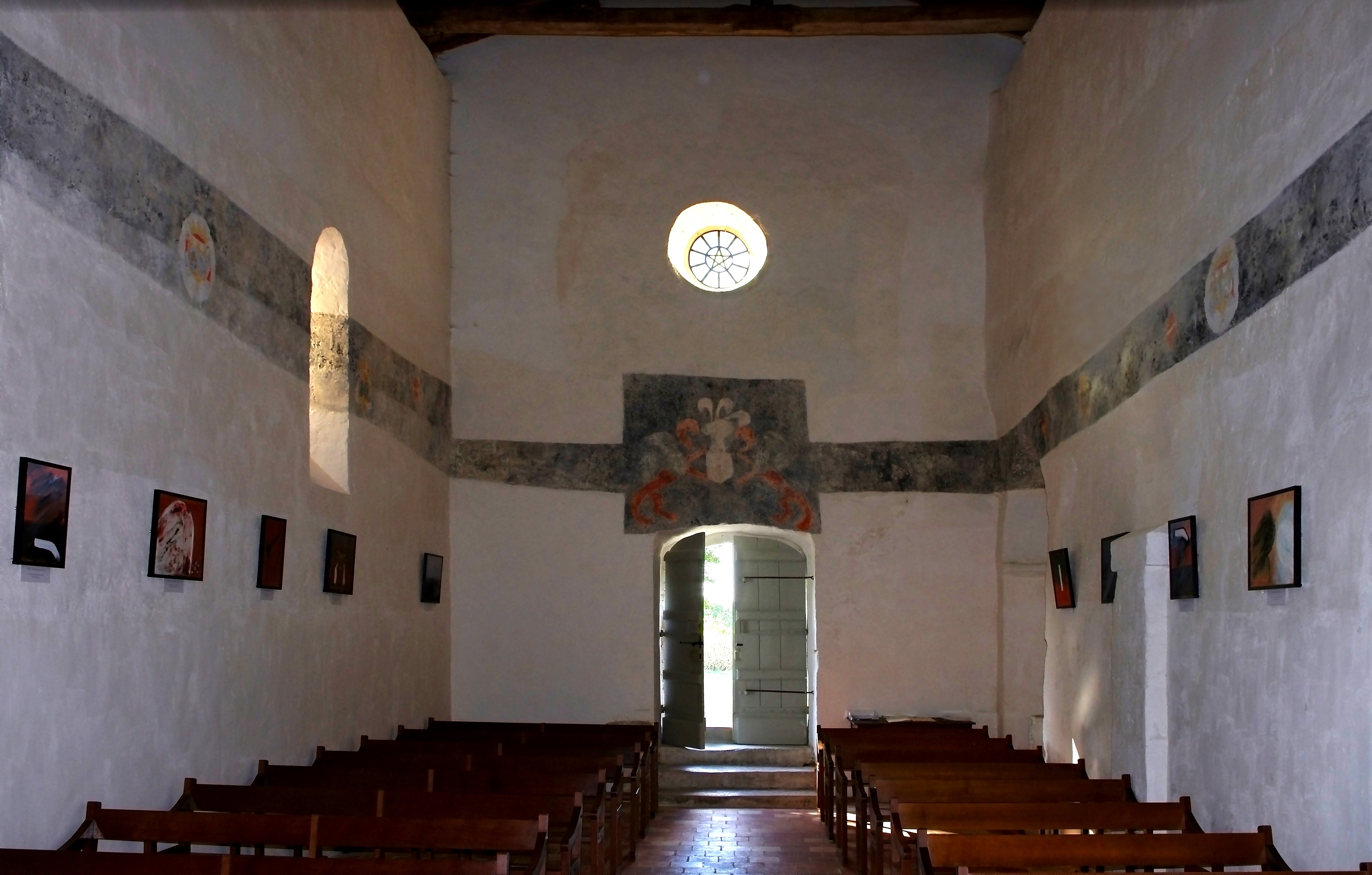
La litre funéraire : vue d'ensemble
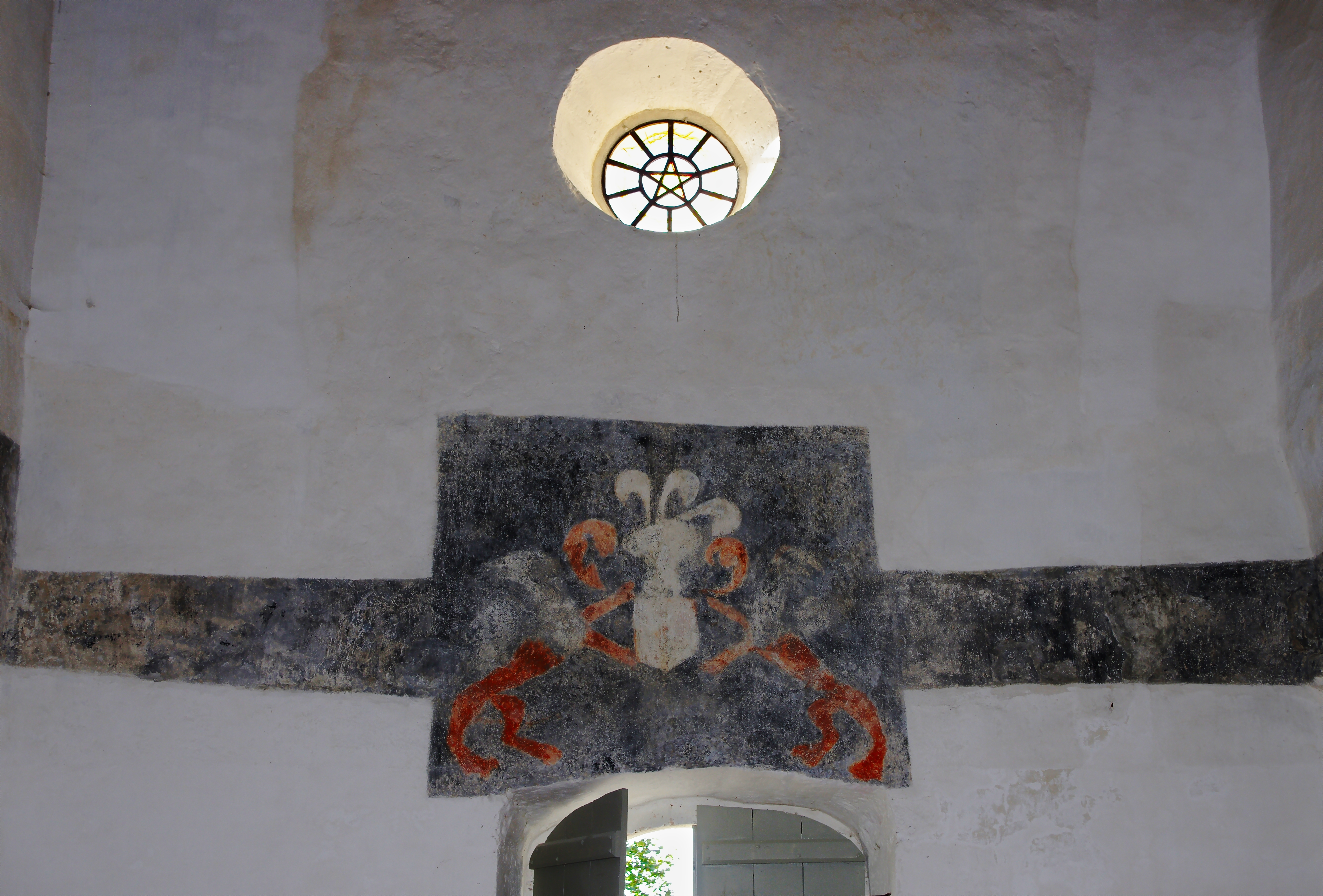
Litre funéraire : détail au-dessus de l'entrée
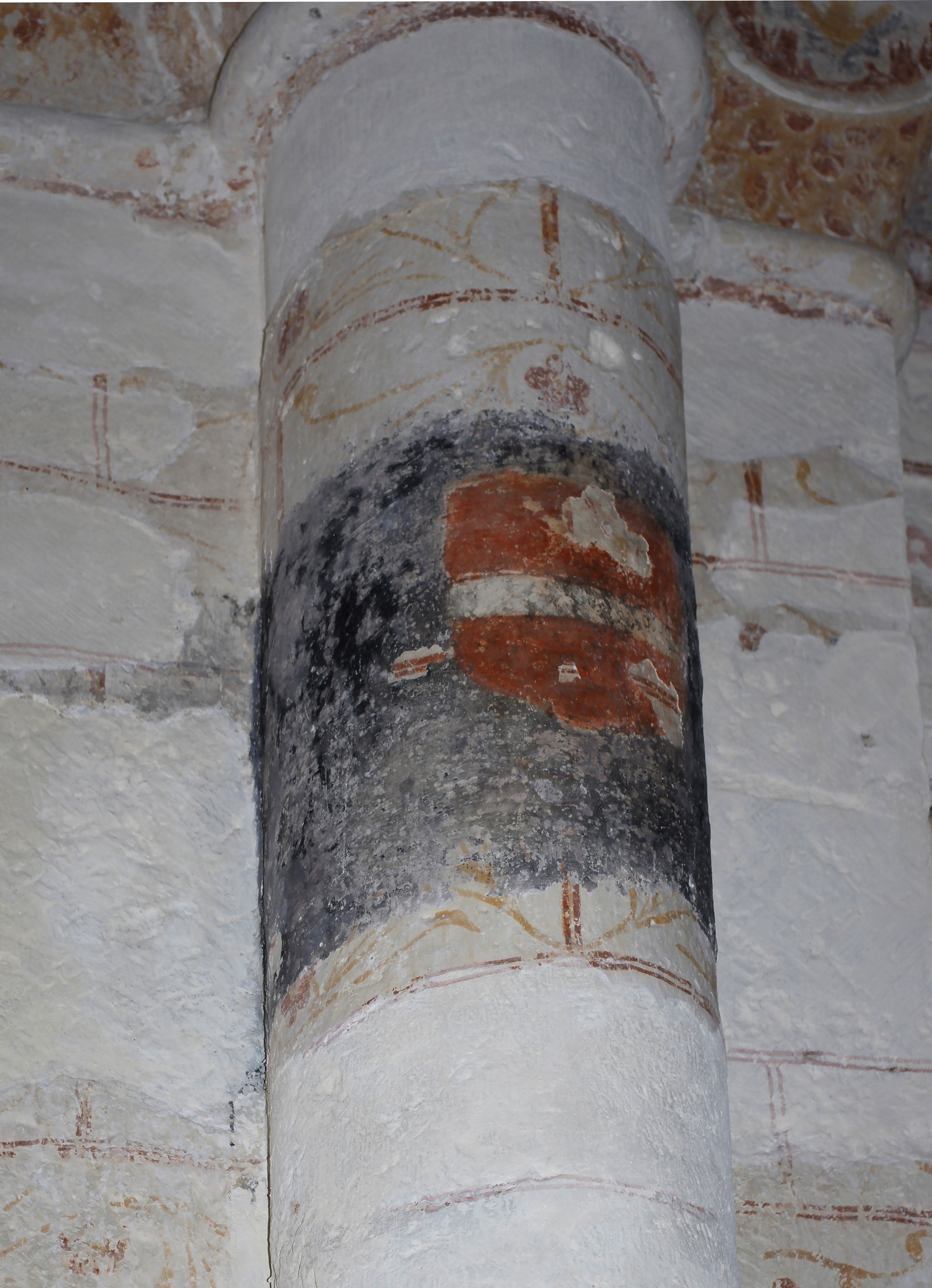
Détail du chœur : la litre a recouvert les fresques